# Château du Pailly
Le château du Pailly est situé sur la commune du Pailly, à 13 km de Langres, dans la Haute-Marne. Il est considéré comme le plus prestigieux exemple d’architecture Renaissance de la Champagne-Ardenne. Le château du Pailly est de style ionique et corinthien. Le château est classé monument historique.

## Histoire

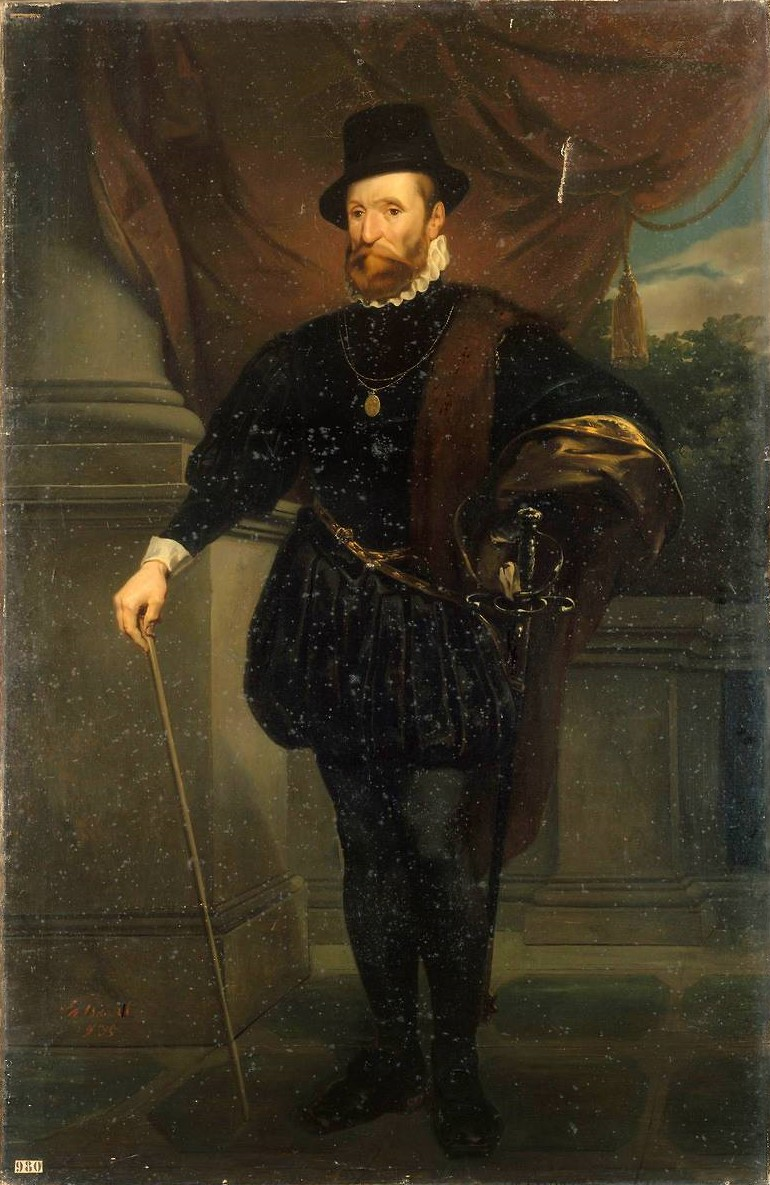
Gaspard de Saulx-Tavannes, à l'origine de la construction du château actuel

« Fleuron de la Renaissance», le château du Pailly a été édifié entre 1563 et 1573, à l'emplacement d'un ancien château, pour le « très noble et très illustre » Gaspard de Saulx-Tavannes, maréchal de France, compagnon d'arme du roi François Ier par l’architecte langrois Nicolas Ribonnier.
Les archives mentionnent en effet l'existence d'un ancien château de plaine au XIIIe siècle. Ce dernier aurait été détruit entièrement en représailles contre l'oppression du seigneur local.
À la fin du XVe siècle, Jean de Dommarien, seigneur du Pailly, entreprend d'en faire une place forte. De cette époque, ne subsiste que le donjon. À la mort, sans héritier, de Jean de Dommarien, le château revient à l'évêque de Langres. Puis la famille de Saulx-Tavannes rachète les droits de seigneurie et Gaspard de Saulx-Tavannes décide la reconstruction du château pour y établir sa résidence.
Progressivement abandonné ensuite par la famille de Saulx-Tavannes, il fut acheté par une famille franc-comtoise en 1764.
Pendant la Terreur, il est « envahi et pillé par les gens d'Heuilley Cotton en 1793 » .
Il est ensuite confisqué et vendu par l'administration centrale de la Haute-Marne en 1799.
Le château reprend vie sous la Restauration grâce à la famille du Breuil de Saint-Germain qui l'acquiert en 1821. Les du Breuil de Saint-Germain restaurent la tourelle à jour, la chapelle, les cheminées, le bas-relief, la lucarne du pavillon de l’escalier sur cour et le jardin à la française très probablement réaménagé à la fin du XIXe siècle ou au début du XXe. La famille le cèdera en 1936 aux Mutuelles agricoles de l'Est.
Durant la Seconde Guerre mondiale, les Allemands y installent une Kommandantur.

### Protection
Classé monument historique depuis un arrêté du 27 juillet 1921, il est la propriété de l'État depuis 1963.

## Architecture

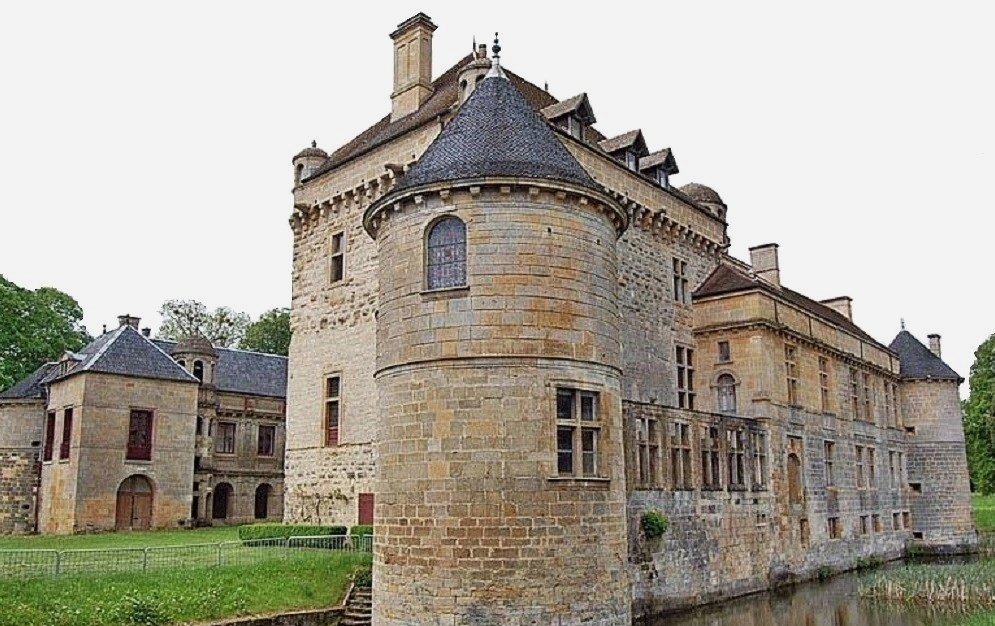
le Château

De son origine féodale, il ne conserve que le donjon. L’ensemble forme les trois côtés d’un quadrilatère entouré de douves en eaux.
Les bâtiments qui entourent la cour d'honneur sont considérés comme une des plus belles réussites architecturales de la Renaissance. Celle du grand escalier présente une superposition d'ordres avec au niveau du premier étage, des colonnes ioniques baguées.
La façade occidentale est ornée de pilastres ioniques.
Son architecture doit être rapprochée de celle du château de Sully, en Bourgogne, que le maréchal de Saulx Tavannes contribua également à rebâtir.

## Parc et jardins

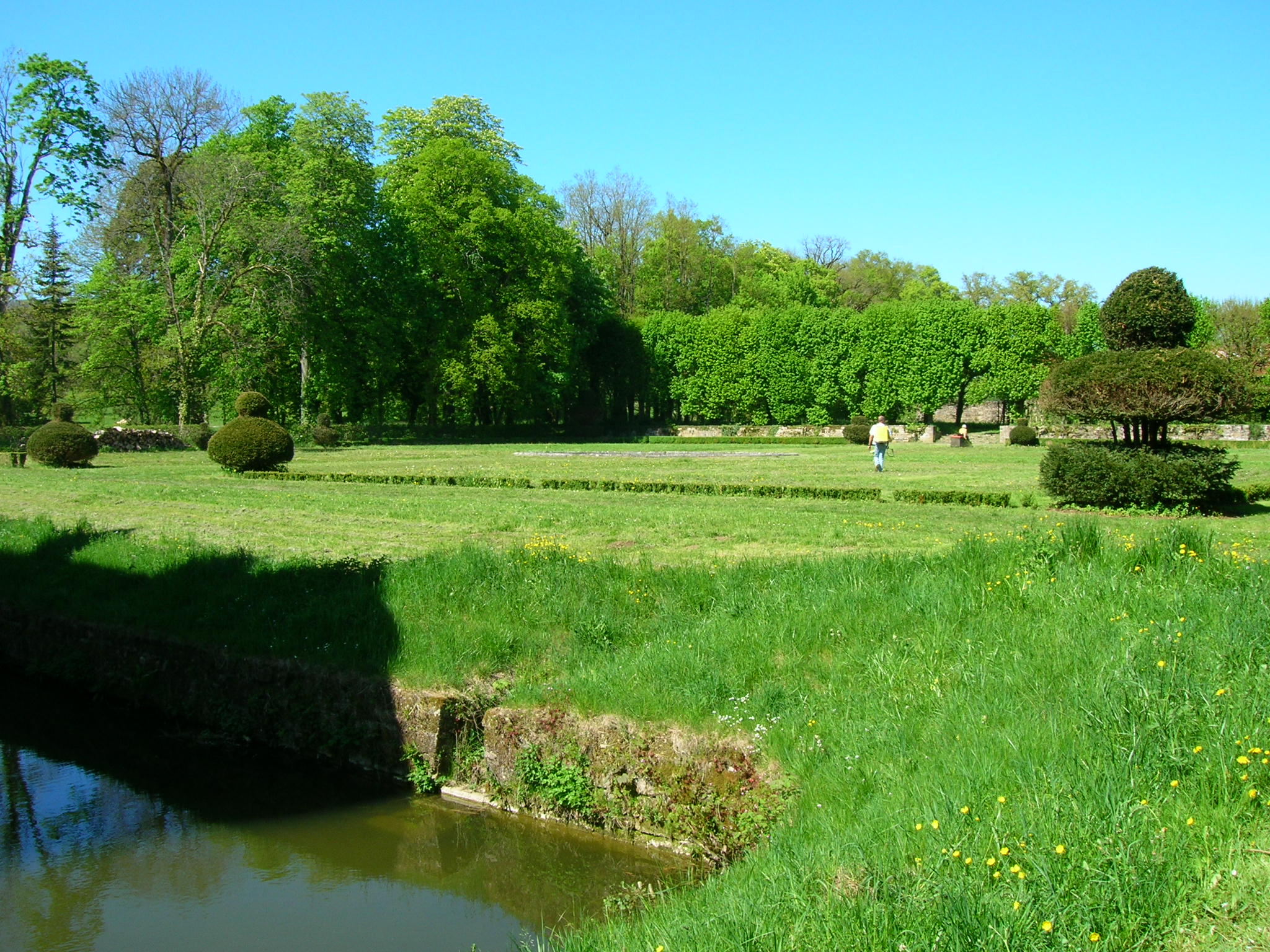
Le parc du château

Le parc du château révèle une superbe allée de tilleuls orchestrée en "marquise".
Dans le jardin, une vaste parcelle boisée se compose d’arbres remarquables et rares comme le noyer noir d’Amérique, le catalpa ou encore le marronnier rose.
Le jardin à la française a été réaménagé à la fin du XIXe siècle par la famille du Breuil de Saint-Germain.
La perspective centrale s’achève sur une chambre de verdure d’où l’on peut contempler la façade Sud-Est du château. Le jardin présente par ailleurs des pièces d’eau remarquables.

## Galerie photos

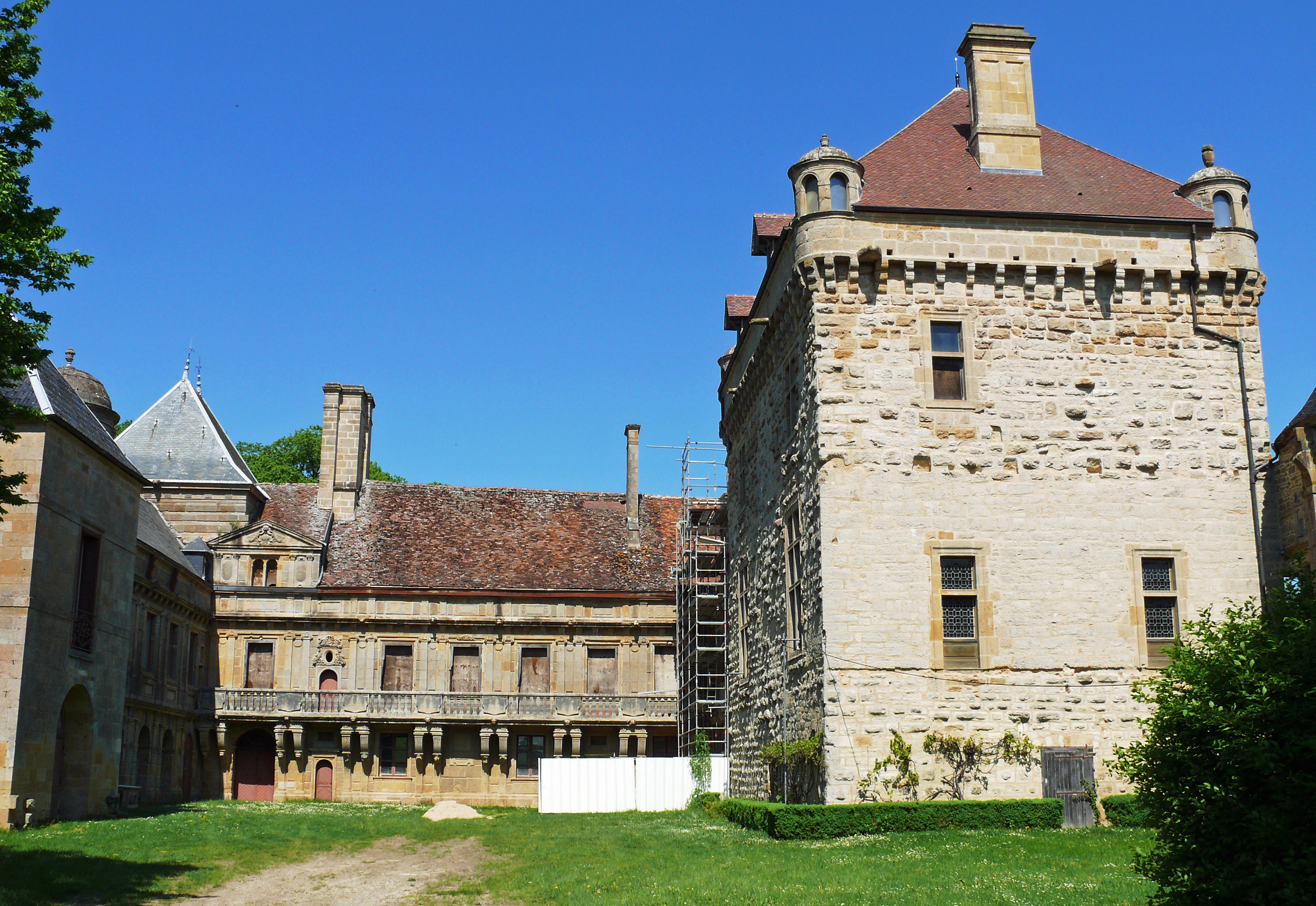
Le donjon et la façade sur cour
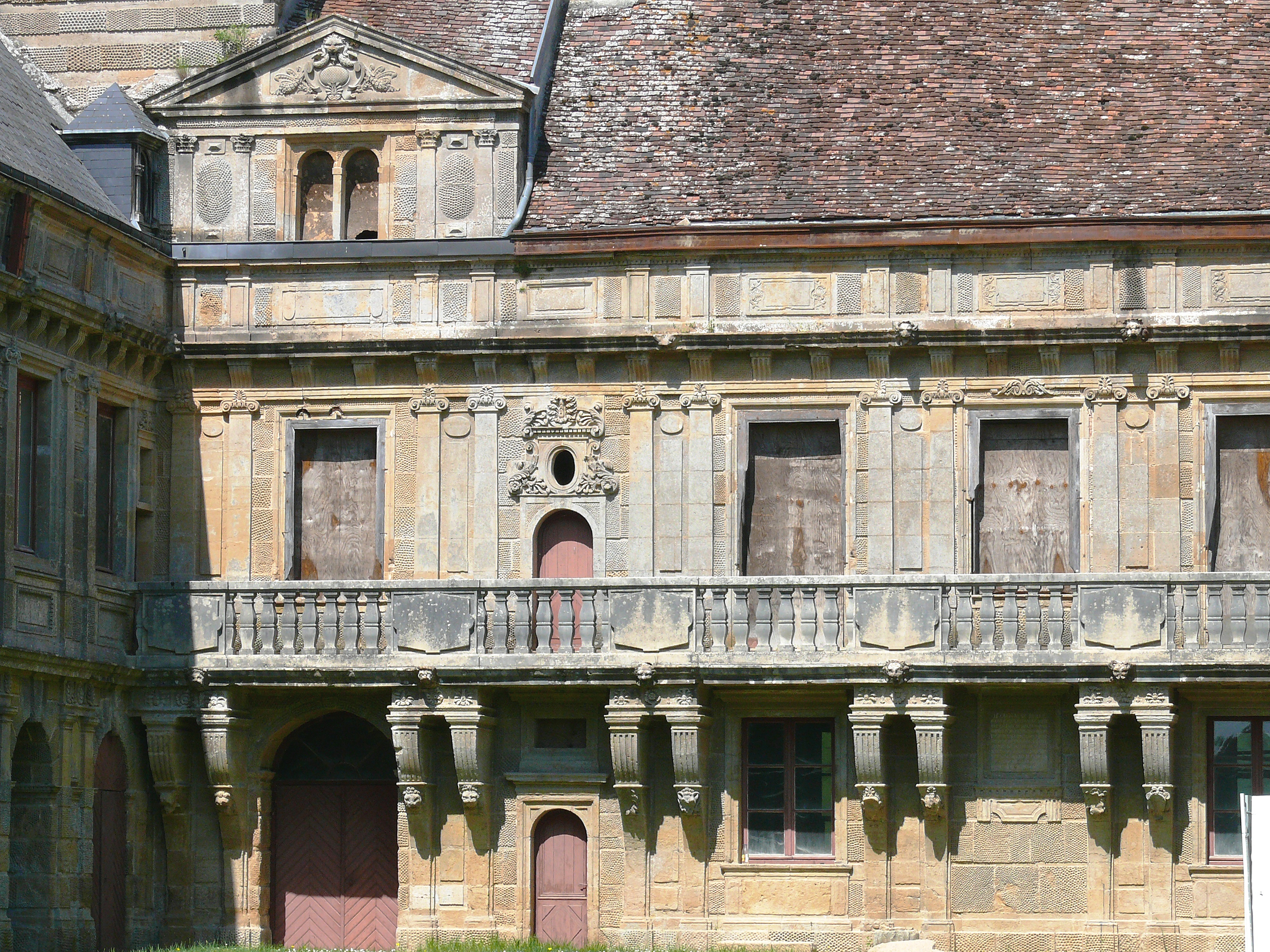
Façade sur cour du corps de logis
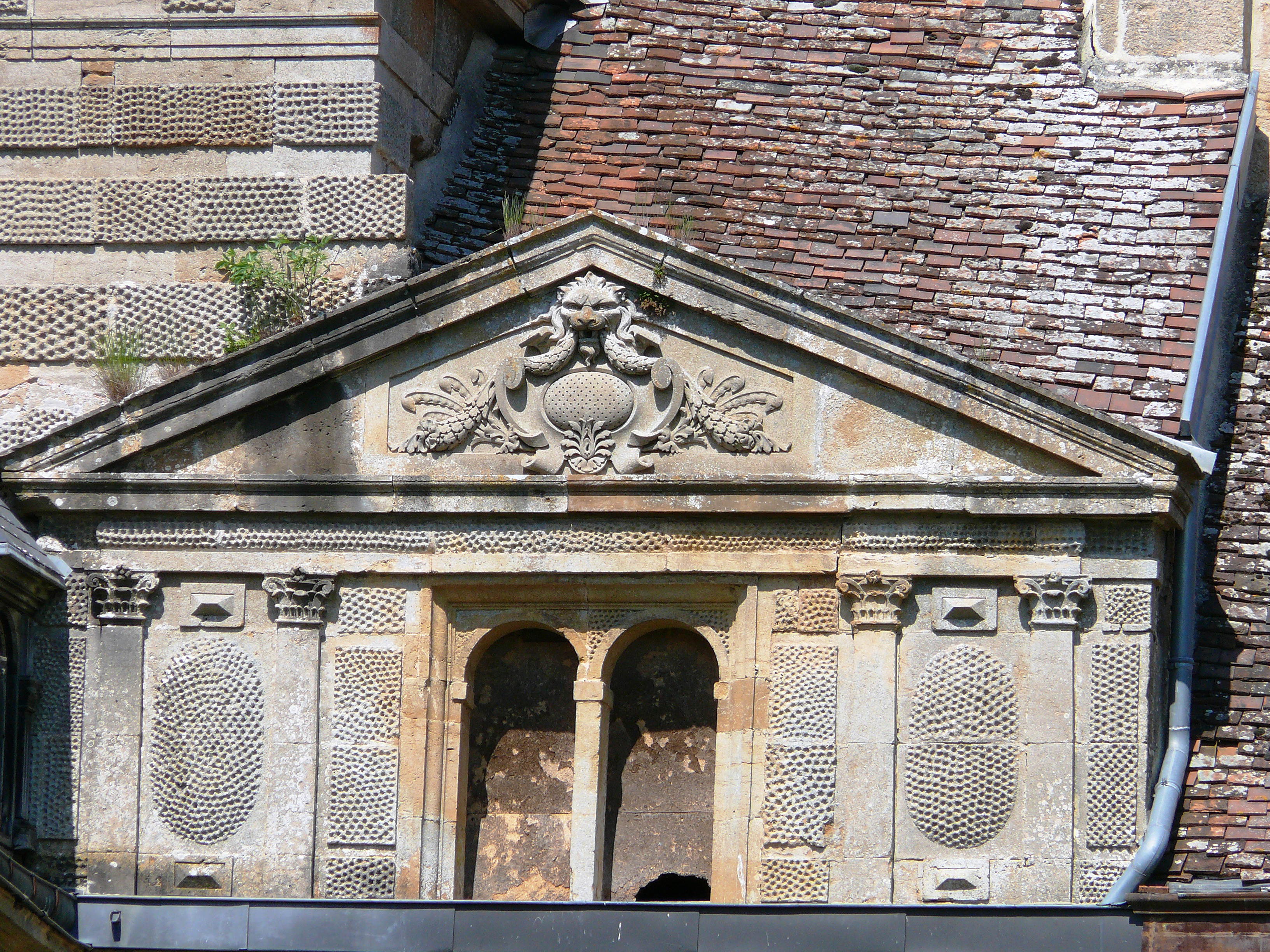
Détail du décor de la façade sur cour
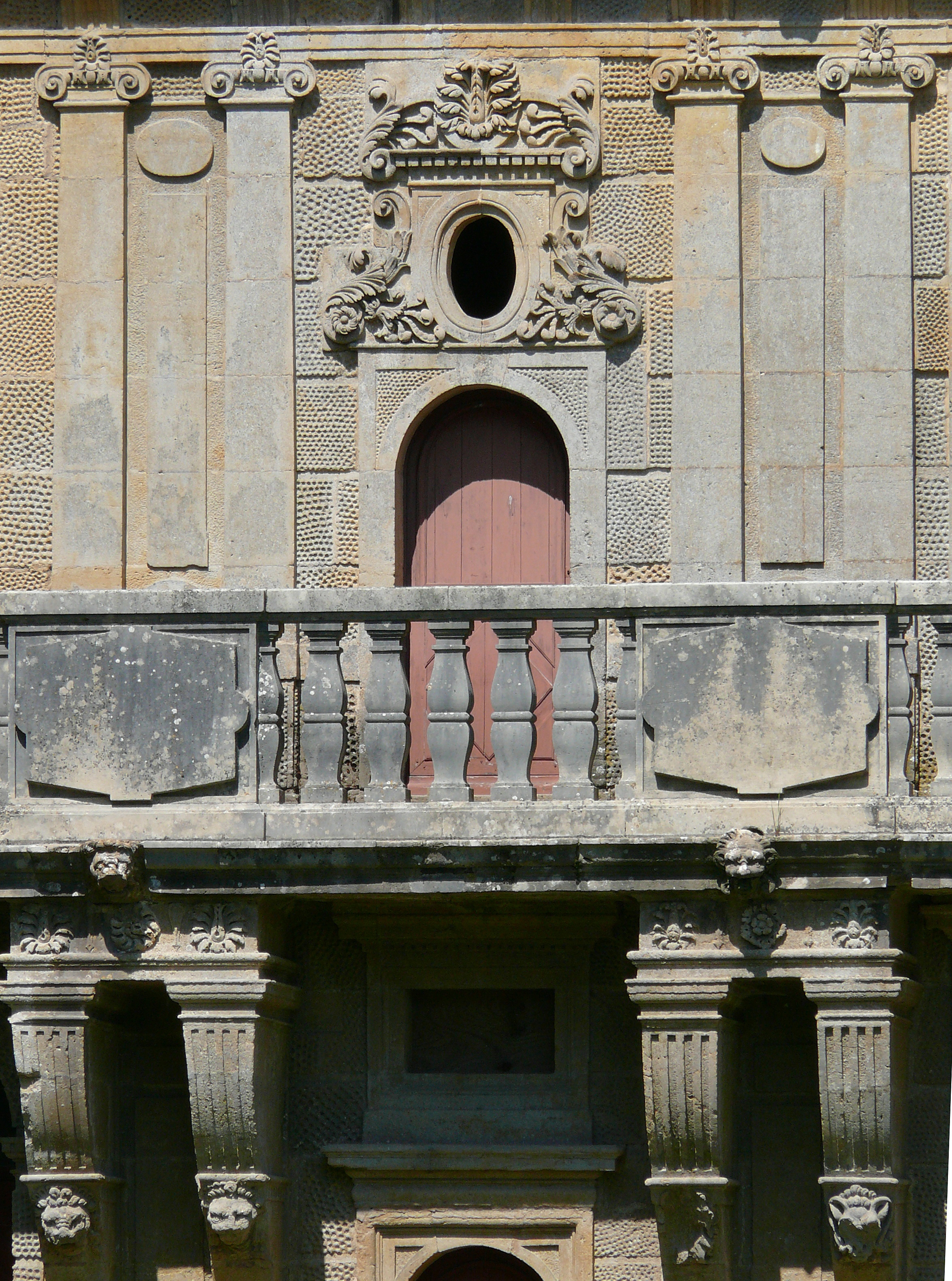
Détail du décor de la façade sur cour
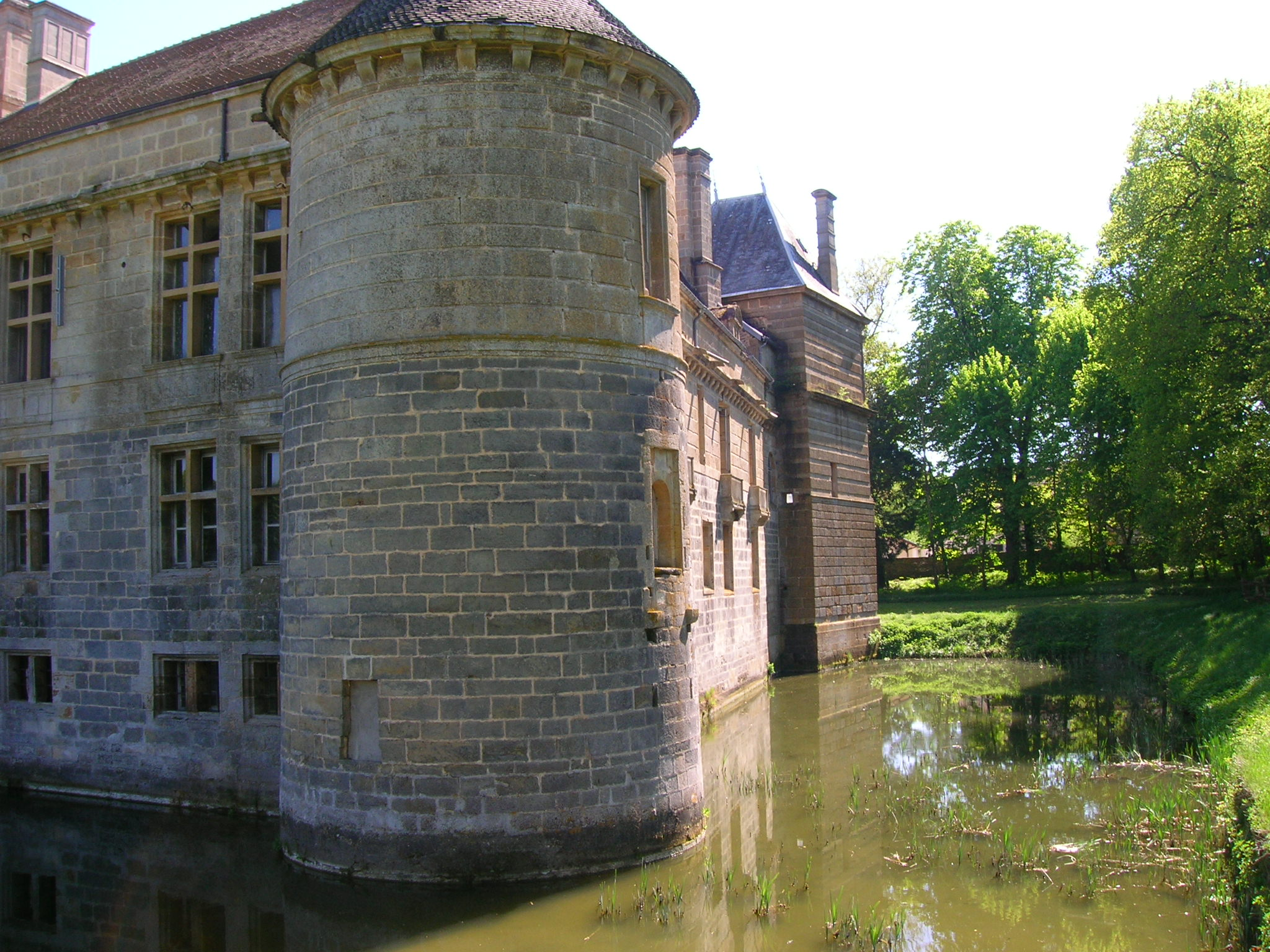
Les douves du château
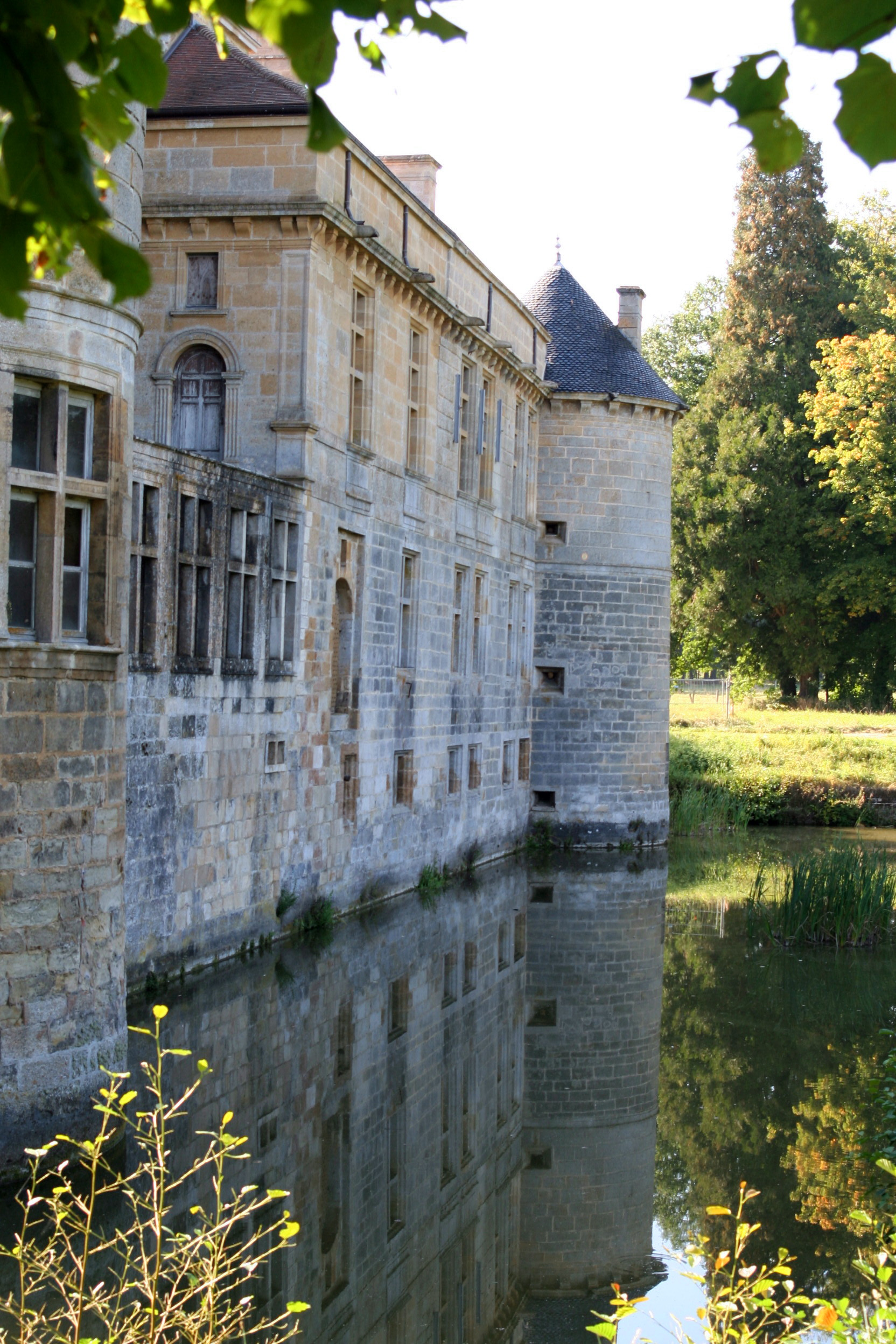
La façade nord du château, vers les jardins